# 乔布斯 (电影)
是一部於2013年上映，关于史蒂夫·賈伯斯的美国传记片，由約書亞邁克·斯特恩执导，艾希頓·庫奇主演。值得注意的是，本片並非改編自史蒂夫·賈伯斯所授權，沃爾特·艾薩克森（Walter Isaacson）撰寫的《賈伯斯傳》（Steve Jobs）。

## 剧情
本片号称讲述了乔布斯的真实故事，通过对这个美国历史上最伟大企业家从1971年-2000年，即16-45岁之间的工作和生活的描述，侧重展现了乔布斯人生中的两个关键时期：1976年21岁的乔布斯与26岁的斯蒂夫·沃兹尼亚克在自家的车房里成立苹果公司，以及1985年乔布斯愤而辞去苹果公司董事长。

## 演员
| 演員          | 角色              |
| 艾希頓·庫奇   | 史蒂夫·賈伯斯     |
| 喬什·蓋德     | 斯蒂夫·沃兹尼亚克 |
| 阿曼达·克鲁   | 朱莉              |
| 德蒙特·莫罗尼 | 迈克·马库拉       |
| 马修·莫迪恩   | 约翰·斯卡利       |

## 發行

### 评价
本片收獲了大多负评，烂番茄新鲜度仅为26%。《好莱坞报道者》称，“本片很平庸地完成了对20世纪最伟大的创新者的刻画，形式上没什么新意，视角也很平常”。《华盛顿邮报》的评论员肯定了艾希頓·庫奇的表演，但本片混淆了讲述公司发展史的部分和讲述乔布斯个人经历的部分，乔布斯的私人生活占据的比重过大，因此没能深入挖掘为什么他会成为一个產業巨擘。《洛杉矶时报》“电影游离了主题，无论是刻画人还是表现他的影响力，连电视电影都不如。”

### 票房
美國首映週末收穫670萬美元，位居當周第七。
電影在全球總票房為3590萬美元，與其1200萬美元的預算，使電影成為一個溫和的票房成功。
| 上一届： 《被偷走的那五年》 | 2013年台北週末票房冠軍 第39周 | 下一届： 《地心引力》 |

## 外部連結
- 官方网站
- Yahoo奇摩電影上《賈伯斯》的資料（繁體中文）
- 開眼電影網上《賈伯斯》的資料（繁體中文）
- 豆瓣电影上《乔布斯》的資料 （简体中文）
- 时光网上《乔布斯》的資料（简体中文）
- AllMovie上的资料（英文）
- 爛番茄上的資料（英文）
- Box Office Mojo上的資料（英文）
- TCM电影资料库上的资料（英文）
- Metacritic上的資料（英文）
- 互联网电影数据库（IMDb）上的资料（英文）